# كريستيان كيلاند
كريستيان كيلاند (بالنرويجية البوكمول: Christian Kielland)‏ هو كاتب وطبيب وبروفيسور نرويجي، ولد في 10 نوفمبر 1871 في كوازولو ناتال في جنوب أفريقيا، وتوفي في 18 مارس 1941.